# BK County
BK County var en fotbollsförening i Malmö. Klubben grundades 1930. 1933 ändrades föreningens namn till IK County Inför säsongen 1943-1944 bytte föreningen återigen namn, då till Sorgenfri IK. 
Föreningen slogs ihop med IF Malmö Boys 1997 och bildade Sorgenfri Boys IK.  